# Promoxolan
Promoxolane (Dimethylane) là một loại thuốc giãn cơ và thuốc giải lo âu.